# Stenocinclis
Stenocinclis is een vliegengeslacht uit de familie van de roofvliegen (Asilidae).

## Soorten
- S. anomala Scudder, 1878